# Димитър Лавчев
Димитър Лавчев е виртуозен български гъдулар от Тракийската фолклорна област. Изпълненията му са наричани „плачещата гъдулка“.

## Биография
Димитър Лавчев е роден на 30 юни 1952 г. в Харманли. Целият род на майка му е музикантски – дядо му е бил един от най-сладкогласните свещеници, баба му пеела по сватби, затова я наричали „украшението на село Черна могила“, а майка му е носител на медали от съборите за народно творчество в Копривщица.
Димитър Лавчев завършва НУФИ „Филип Кутев“ в Котел при гъдуларя Минчо Недялков, който го нарича „най-добрият ми ученик“. След това Димитър Лавчев завършва АМТИИ в Пловдив. Още като студент започва да аранжира и композира народна музика. След дипломирането си става концертмайстор във фолклорен ансамбъл „Тракия“. По това време вече е известно име – печелил е първи награди като тази в Конкурса за млади музиканти в Чирпан (1977). Особено цени периода на творческото си сътрудничество с кларинетиста Иво Папазов. Повече от 10 години свирят заедно по сватби. Работил е заедно и с майстора на кавала Теодосий Спасов в неговия джаз-квартет. Лавчев свири в Оркестъра за народна музика при БНР, на който в определен период е бил и диригент.
Основател и ръководител на „Харманлийската тройка“, с която записва в БНР хорà като: Моминска ръченица, Годежарско хоро, Пазарджишка копаница.
През 1990-те е част от фолклорна група „Българи“, с която разнасят българската народна музика по света. Димитър Лавчев има ярка творческа индивидуалност. Неговите стил, звукоизвличане и чувствителност са ясно разпознаваеми, особено когато свири музика в бавни темпа. Той успява максимално да доближи гъдулковото звучене до звученето на човешкия глас, а музиката – до човешкия вопъл. Такава, „плачеща“, е неговата гъдулка в авторските му композиции „Изповед“, „Странджанско тайнство“, „Рано ми слана попари“ и други. Известни изпълнения на Димитър Лавчев: „Черномогилско хоро“, „Годежарско хоро“, Криво хоро“, „Варненски танц“, „Йовино хоро“, „Полъх от Дунава“, „Паун ми пее“ (посветена на цигуларя и певеца Иван Паунов) и „Славей на Бина думаше“ (посветена на родителите му Славей и Бина).
В радиоинтервю Димитър Лавчев споделя за гъдулката:
| „ | Много пъти ме е лъгала гъдулката. Гъдулката е колкото красив инструмент, толкова и коварен. Гъдулката трябва да я обичаш силно. Трябва да си много внимателен и много толерантен, и всеотдаен към нея. Но в последните години няма как да бъдеш такъв. Тук вече влизаме в комерческата страна на въпроса. Защото не си достойно заплатен. Семейство, деца, ангажименти, които ги определям като халтура, отиваш и си отбиваш номера. А гъдулката не е инструмент, който трябва да се пренебрегва. Един ден като не свириш ти го усещаш, една седмица като не свириш – колегите го усещат. И от там вече забиваш надолу, ама с голямо стремление. | “ |